# Lloret de Vistalegre
Lloret de Vistalegre, en catalan et officiellement (Lloret de Vista Alegre en castillan), est une commune d'Espagne de l'île de Majorque dans la communauté autonome des Îles Baléares. Elle est située au sud-ouest de l'île et fait partie de la comarque du Pla de Mallorca.

## Géographie

Localisation de l'île Majorque dans les Îles Baléares.
Localisation de Lloret de Vistalegre dans l'île de Majorque.
Localisation de la comarque du Pla de Mallorca dans l'île de Majorque.

## Histoire
Lloret de Vistalegre, qui faisait partie de la commune de Sineu, a été élevée au rang de commune en 1930.